# Dmitry Peskov
Dmitry Sergeyevich Peskov (nascido em 17 de outubro de 1967) é um diplomata russo e Porta-voz do presidente russo Vladimir Putin.

## Carreira política

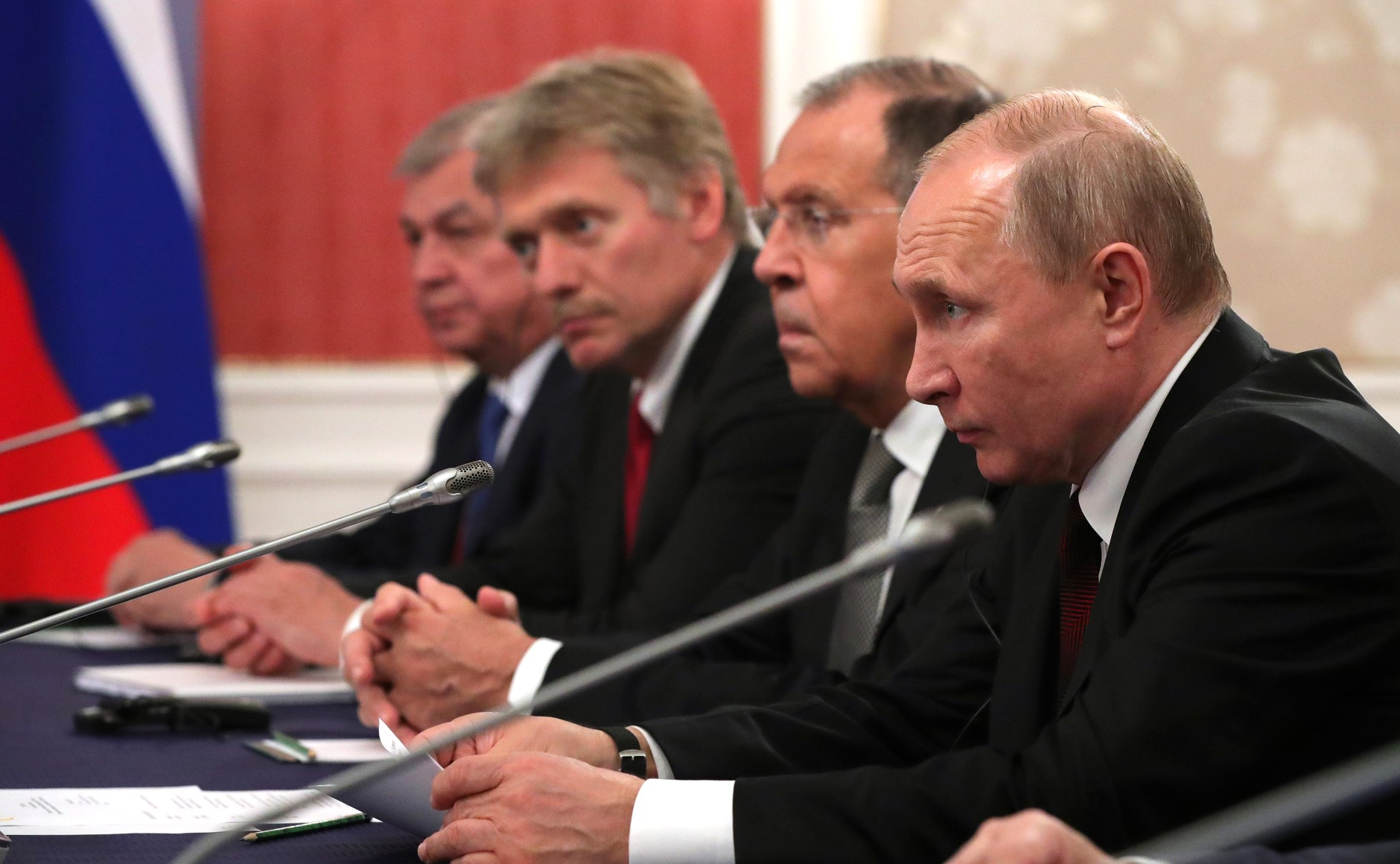
Peskov com Putin e Sergey Lavrov, 28 de junho de 2019

Em 1990, Peskov foi nomeado para a embaixada soviética em Ancara, Turquia, como assistente administrativo. Posteriormente, ele ocupou os cargos de adido e, em seguida, terceiro secretário na embaixada. Em 1994, ele foi designado para trabalhar no Ministério das Relações Exteriores da Rússia em Moscou. Depois de dois anos lá, ele foi enviado de volta a Ancara em 1996 com o posto diplomático de segundo e depois primeiro secretário na embaixada russa.
Em 2000, Peskov retornou à Rússia para trabalhar no serviço de imprensa do presidente russo, servindo em vários cargos, incluindo um mandato de quatro anos como o primeiro vice-secretário de imprensa do presidente russo, de 2004 a 2008. Peskov atua como porta-voz de Putin desde abril de 2000. Ele foi nomeado secretário de imprensa do primeiro-ministro Viktor Zubkov em 25 de abril de 2008, colocando-o no lugar para liderar as operações de imprensa de Vladimir Putin quando ele se mudou para o cargo de primeiro-ministro sob a presidência de Dmitry Medvedev. Em maio de 2012, quando Putin voltou a ser presidente, Peskov sucedeu Natalya Timakova como porta-voz presidencial.
Durante os protestos russos de 2011-2013 nos quais a tropa de choque agrediu manifestantes, Peskov disse que "manifestantes que ferirem a tropa de choque deveriam ter seus fígados espalhados no asfalto", causando um clamor entre os ativistas da oposição.
Em novembro de 2021, Peskov negou as alegações de que a Rússia estava se preparando para uma possível invasão da Ucrânia. Em janeiro de 2022, Peskov acusou os Estados Unidos de "fomentar tensões" em torno da Ucrânia.
Peskov denunciou os russos que se opõem à guerra como "traidores". Em 27 de março de 2022, em uma conversa com Ryan Chilcote no programa de televisão dos Estados Unidos PBS News Hour, Peskov afirmou que os militares russos que invadiam a Ucrânia não estavam visando civis ou infraestrutura civil, apenas infraestrutura militar, sugerindo que cidades ucranianas como Mariupol foram destruídas pelos próprios ucranianos e que civis assassinados daquela cidade foram mortos por companheiros ucranianos "nazistas"; Chilcote observou "com toda a justiça, você sabe que todo mundo fora da Rússia tem assistido a centenas e centenas de horas de imagens que saíram do país mostrando alvos generalizados de infraestrutura civil, prédios de apartamentos, teatros, hospitais". Na mesma entrevista, Peskov disse sobre o uso de armas nucleares: "[...] qualquer resultado da operação, é claro, não é motivo para o uso de uma arma nuclear. Temos um conceito de segurança que afirma muito claramente que somente quando houver ameaça à existência do Estado em nosso país, podemos usar e usaremos de fato armas nucleares [...] Existência do estado e operação militar especial na Ucrânia, eles não têm nada a ver um com o outro. [...] Houve uma parte da declaração [de Putin] alertando diferentes estados para não interferirem [...] e acho que todos entendem o que ele quis dizer. [...] Ninguém está pensando em usar, nem mesmo na ideia de usar armas nucleares."
Em 30 de setembro de 2022, a Rússia anexou quatro regiões da Ucrânia após referendos contestados supostamente indicando que a grande maioria da população queria que as regiões se tornassem território russo. Em 3 de outubro de 2022, Peskov disse que as fronteiras de duas das regiões, Kherson e Zaporizhzhia, ainda não haviam sido determinadas, mas a Rússia "consultaria as pessoas que vivem nessas regiões".

## Sanções
Em 28 de fevereiro de 2022, em relação à invasão russa da Ucrânia em 2022, a União Europeia colocou Peskov na lista negra e teve todos os seus bens congelados. Os Estados Unidos impuseram sanções semelhantes em 3 de março, e a Austrália seguiu o exemplo em 8 de março. O Reino Unido impôs sanções a Peskov em 15 de março.